# Більмацький район
Більмацький райо́н  (до 2016 року — Куйбишевський район) — колишня територіально-адміністративна одиниця на сході Запорізької області України. Адміністративний центр — селище міського типу Більмак. Населення становить 22 тис. осіб (2017). Площа району — 1335 км². Утворено район — 1935 року.

## Географія

### Розташування
Більмацький район розташований на сході Запорізької області, межував з Пологівським, колишніми Гуляйпільським, Бердянським, Розівським районами Запорізької області та Нікольським районом Донецької області на Приазовській височині з її найвищою точкою Бельмак-Могила (324 м над рівнем моря).
Площа району сягала 1335 км², що становила 4,9 % загальної площі області. Протяжність його зі сходу на захід — 60 км, з півдня на північ — 56 км.
Відстань до обласного центру —  132 км.

### Клімат
Кліматичні умови району характеризуються високими температурними ресурсами та недостатньою кількістю опадів. Більмацький район входить до першого агрокліматичного району області і характеризується як дуже теплий та помірно посушливий. Сума активних температур вище 10°C становить 3000—3050°C, сума опадів за вегетаційний період становить 232—250 мм, за рік — 443—459 мм. Гідротермічний коефіцієнт становить 0,9. Пізні заморозки у повітрі весною в середньому відмічаються у третій декаді травня. Перші заморозки восени можливі в середині вересня, в середньому вони настають у першій декаді жовтня.
Суховії середньої та слабкої інтенсивності відмічаються щорічно, дуже інтенсивні — в 30 % років.
Район розташовувався у степовій природно-сільськогосподарській зоні. Ґрунти переважно чорноземи звичайні малопотужні малогумусні та їх еродовані різновиди. Потужність гумусного профілю чорнозему становить 75-85 см, і містить до 4-5 % гумусу.

### Водні ресурси
На території району 13 річок загальною довжиною 170 км, а одна з найбільших річок області — Берда, яка впадає в Азовське море, бере початок біля села Зразкове. Багатий район і на ставки, загальна площа їх дзеркал 600 га. Але, попри це, водні ресурси дуже бідні, потреба у воді забезпечується в основному за рахунок підземних вод, запаси яких обмежені і крім того високо мінералізовані.

### Корисні копалини
Район багатий запасами корисних копалин. На території району виявлені родовища:
- абразивної сировини (корунд) — прогнозні ресурси категорії Р3 становлять 3590 тонн;
- будівельних матеріалів:
  - бут та щебінь (граніти, мігматити, гранодіорити) — запаси по категоріях складають: А — 1346 тис.м³; В — 2131,3 тис. м³; С1 — 3846,9 тис. м³.
  - пісок (піски кварцові) — підраховані запаси по категорії А2 — 1120 тис. м³;
  - гнейси;
  - сировина для металургії (каолін вторинний) перспективна площа;
  - електро- та радіотехнічна сировина (графіт) — прогнозні ресурси категорії Р1 становлять 9,2 млн тонн; прогнозні ресурси до глибини 200 м категорії Р2 становлять 12,8 млн тонн;

Андріївське родовище вермикуліта — площа покладів породи, яка містить вермикуліт становить 600 м х 60-200 м і займає 0,6 км². Це родовище знаходиться на відстані 20-25 км від найближчих залізничних станцій та за 45 км від морського порту міста Бердянськ.
Розробкою будівельних матеріалів, буту та щебеню (гранітів, мігматитів) займаються ВП «Трудівський кар'єр» філії «Центр управління промисловістю» ПАТ «Укрзалізниця» та ТОВ «Більмацький гранітний кар'єр».

### Рослинні ресурси
Район відноситься до степової зони, але має 2,6 тисяч гектарів лісового фонду та понад 5 тисяч гектарів лісосмуг.

### Ландшафти
За фізико-географічним районуванням Запорізької області, район лежить у межах Чернігівсько-Розівського фізико-географічного району Приазовської височинної області Лівобережно-Дніпровсько-Приазовського північно-степового краю Північно-степової підзони Степової зони.

### Природно-заповідний фонд
До природно-заповідного фонду Більмацького району входить 17 об'єктів ПЗФ місцевого (обласного) значення, у тому числі 14 заказників і 3 пам'ятки природи. Відсоток заповідності складає 0,85.

## Історія
Більмацький район був утворений 1923 року. У той час він називався Царекостянтинівським і входив до Бердянської округи
1925 року переданий до Маріупольської округи, з 1930 року — район республіканського підпорядкування. 
27 лютого 1932 року район увійшов до новоствореної Дніпропетровської області.
1 квітня 1935 року на вшанування державного діяча Валеріана Куйбишева Царекостянтинівський район був перейменований на район імені товариша Куйбишева. 7 серпня 1935 року, для узгодження з назвою району, був перейменований і районний центр — село Царекостянтинівка на село Куйбишеве З 10 січня 1939 року — в складі Запорізької області.
До 26 червня 1992 року Розівський район входив до складу Куйбишевського району Запорізької області.
12 травня 2016 року Куйбишевський район перейменовано на Більмацький.
17 липня 2020 року ліквідований відповідно до постанови Верховної Ради України «Про утворення та ліквідацію районів» від 17 липня 2020 року № 807-IX.

## Адміністративний устрій
Адміністративно-територіально район поділяється на 2 селишні ради і 13 сільських рад, які об'єднують 40 населених пунктів та підпорядковані Більмацькій районній раді. Адміністративний центр — смт Більмак.

## Населення
Розподіл населення за віком та статтю (2001):
| Стать | Всього | До 15 років | 15-24 | 25-44 | 45-64 | 65-85 | Понад 85 |
| --- | ------ | ----------- | ----- | ----- | ----- | ----- | -------- |
| Чоловіки | 12 825 | 2467        | 1543  | 3780  | 3263  | 1711  | 61       |
| Жінки | 14 775 | 2291        | 1432  | 3745  | 3960  | 2986  | 361      |
| \| Статево-вікова піраміда \| Статево-вікова піраміда \| Статево-вікова піраміда \| \| ----------------------- \| ----------------------- \| ----------------------- \| \| Чоловіки \| Вік \| Жінки \| \| 61 \| 85 + \| 361 \| \| 75 \| 80-84 \| 310 \| \| 297 \| 75-79 \| 702 \| \| 679 \| 70-74 \| 1152 \| \| 660 \| 65-69 \| 822 \| \| 1060 \| 60-64 \| 1477 \| \| 484 \| 55-59 \| 656 \| \| 824 \| 50-54 \| 861 \| \| 895 \| 45-49 \| 966 \| \| 1074 \| 40-44 \| 1043 \| \| 1040 \| 35-39 \| 1025 \| \| 840 \| 30-34 \| 846 \| \| 826 \| 25-29 \| 831 \| \| 656 \| 20-24 \| 659 \| \| 887 \| 15-20 \| 773 \| \| 1040 \| 10-14 \| 1022 \| \| 840 \| 5-9 \| 732 \| \| 587 \| 0-4 \| 537 \| |        |             |       |       |       |       |          |
| Статево-вікова піраміда |        |             |       |       |       |       |          |
| Чоловіки | Вік    | Жінки       |       |       |       |       |          |
| 61 | 85 +   | 361         |       |       |       |       |          |
| 75 | 80-84  | 310         |       |       |       |       |          |
| 297 | 75-79  | 702         |       |       |       |       |          |
| 679 | 70-74  | 1152        |       |       |       |       |          |
| 660 | 65-69  | 822         |       |       |       |       |          |
| 1060 | 60-64  | 1477        |       |       |       |       |          |
| 484 | 55-59  | 656         |       |       |       |       |          |
| 824 | 50-54  | 861         |       |       |       |       |          |
| 895 | 45-49  | 966         |       |       |       |       |          |
| 1074 | 40-44  | 1043        |       |       |       |       |          |
| 1040 | 35-39  | 1025        |       |       |       |       |          |
| 840 | 30-34  | 846         |       |       |       |       |          |
| 826 | 25-29  | 831         |       |       |       |       |          |
| 656 | 20-24  | 659         |       |       |       |       |          |
| 887 | 15-20  | 773         |       |       |       |       |          |
| 1040 | 10-14  | 1022        |       |       |       |       |          |
| 840 | 5-9    | 732         |       |       |       |       |          |
| 587 | 0-4    | 537         |       |       |       |       |          |

За переписом 2001 року населення району становило 27 600 осіб, з них 88,1 % — українці, 10% — росіяни; як рідну вказали українську мову 89,12 % осіб, російську — 10,15 %.

## Економіка
Промисловість району представлена трьома промисловими підприємствами: Трудівське кар'єроуправління ДП «Управління промислових підприємств державної адміністрації автомобільного транспорту України», ТОВ «Більмацький комбікормовий завод» та ТОВ « Більмацький гранітний кар'єр». Основна продукція промислових підприємств — це комбікорм та будівельні матеріали.
Площа сільськогосподарських угідь району становить 116,8 тис. га в тому числі ріллі 94,4 тис. га. У структурі сільськогосподарського виробництва переважає продукція рослинництва.

## Транспорт

### Автотранспорт
Через територію району проходить автошлях національного значення Н08 Бориспіль — Запоріжжя — Маріуполь та два автошляхи територіального значення Оріхів — Бердянськ й Т 0819 Більмак — Осипенко. Загальна довжина районних автодоріг становить 291 км, із них з твердим покриттям 271 км. Щільність доріг — 81 км.

### Залізничний транспорт
На території району розташовані дві залізничні станції Придніпровської залізниці — Комиш-Зоря, що здійснює пасажирські та вантажні перевезення та Більманка.
На станції Комиш-Зоря розміщені такі об'єкти інфраструктури, як відділення залізничних перевезень, залізнична дистанція зв'язку, залізнична електростанція, локомотивне депо, механізована дистанція вантажно-розвантажувальних робіт та Пологівська дільниця водопостачання.

## Освіта
Освітня система району характеризується такими показниками: загальна кількість шкіл — 19, з них шкіл І ступеню — 1, шкіл І—ІІ ступеню — 8, шкіл І—ІІІ ступеню — 10.
Станом на 1 січня 2010 року мережа дошкільних закладів налічувала 11 дитячих садків, з них у селищах міського типу — 3, у сільській місцевості — 8.
На території району розташований Більмацький професійний аграрний ліцей, який почав своє існування у 1980 році, як Більмацьке професійно-технічне училище, багатофункціональний навчальний заклад у системі неперервної багатоступеневої професійної освіти.

## Політика
25 травня 2014 року відбулися Президентські вибори України. У межах Куйбишевського району були створені 23 виборчі дільниці. Явка на виборах складала — 57,53 % (проголосували 11 193 із 19 455 виборців). Найбільшу кількість голосів отримав Петро Порошенко — 39,94 % (4 471 виборців); Сергій Тігіпко — 10,18 % (1 140 виборців), Олег Ляшко — 9,77 % (1 093 виборців), Юлія Тимошенко — 9,39 % (1 051 виборців), Анатолій Гриценко — 6,61 % (740 виборців). Решта кандидатів набрали меншу кількість голосів. Кількість недійсних або зіпсованих бюлетенів — 2,14 %.